# Imadło (plastyka)

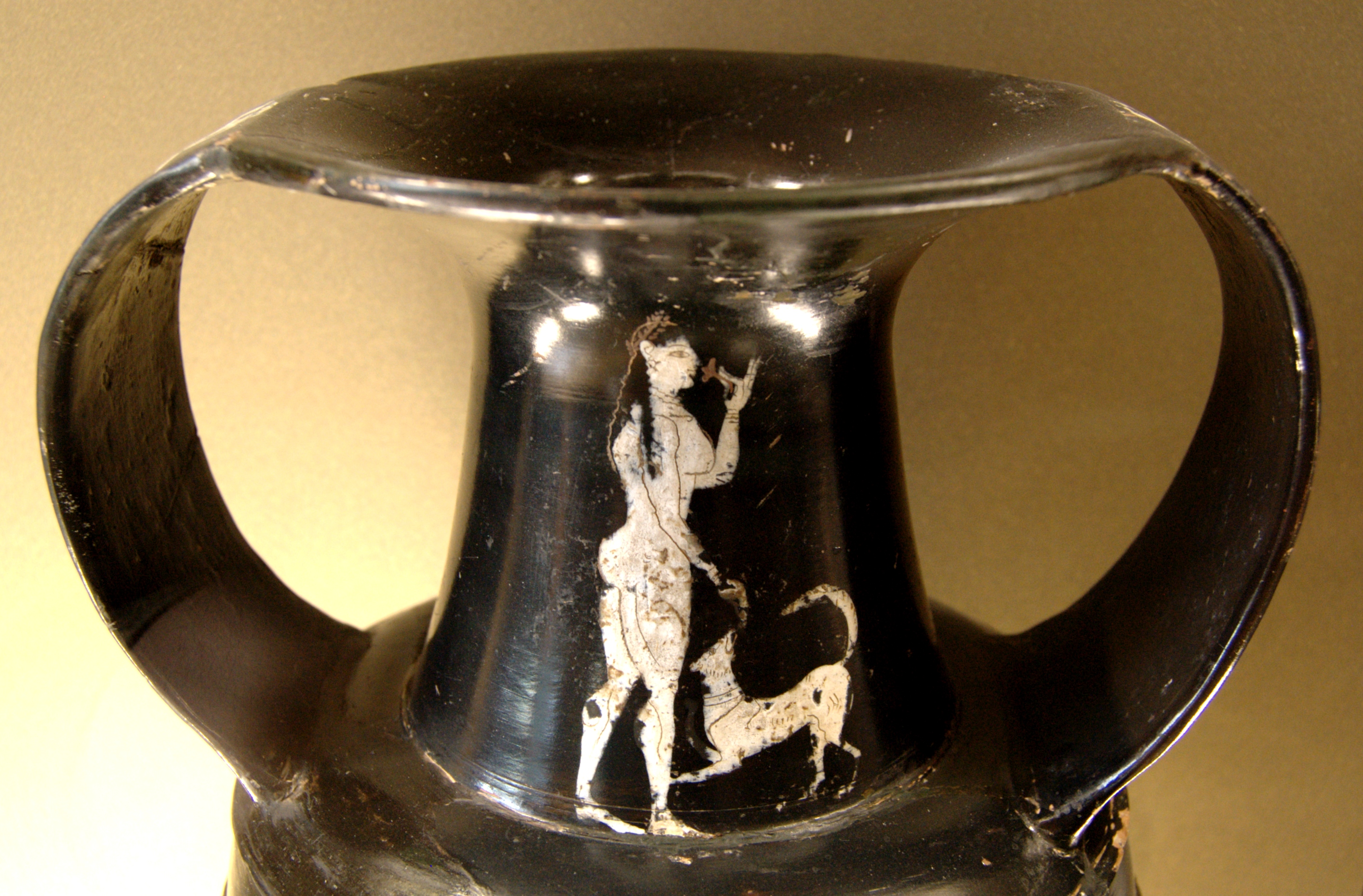
Boczne imadła taśmowe antycznej amfory

Imadło – boczny lub górny uchwyt gabarytowego przedmiotu (np. kufra, skrzyni, naczynia), służący do jego przemieszczania. 
Potocznie nazywany uchem (np. w naczyniach). Bocznie najczęściej rozmieszczane parami. Termin używany najczęściej w sztukach plastycznych oraz w archeologii, głównie w odniesieniu do wyrobów ceramicznych, w których nadawano mu rozmaitą formę: imadła listwowego (w kształcie poziomej listwy nałożonej na powierzchnię naczynia ), taśmowego (uformowanego z wyciągniętej i spłaszczonej gliny) albo pętlowego (wykonanego z wałka glinianego).